# Isaac Despuech Sage

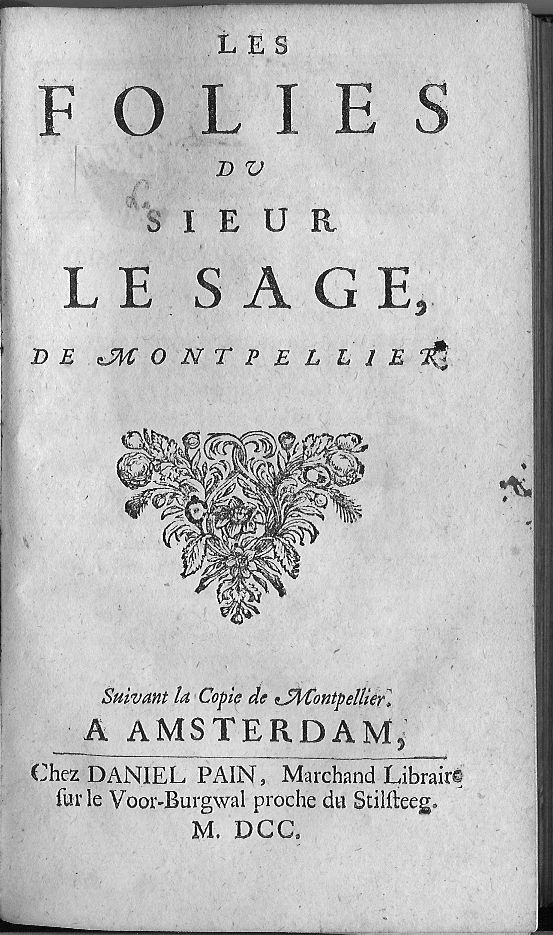
Portada del llibre de Despuech Sage, 1636

Isaac Despuech Sage (Montpeller, 1584-1642) fou un escriptor en occità. Amb el pseudònim de Daniel le Sage publicà Las folias dau Sage de Montpelhier (1636), recull d'odes, sonets i elegies, on mostrà una vena satírica gairebé grollera. Seguí els clixés de la poesia  pastoral i amorosa. Indiferent en matèria religiosa i llibertí, la seva obra probablement reflectia les idees de la cort d'Enric II de Montmorency, governador del Llenguadoc.

## Obres
- Despuech "Sage", Isaac, Las Foulies dau Sage de Mounpelie.- Reuistos e augmentados de diuersos piessos de l'autur. Embé son Testamen obro tant desirado. 1650[1]